# Jürgen Simon
Jürgen Simon (Gera, Turíngia, 10 de gener de 1938 - Quirla, Turíngia, 26 d'octubre de 2003) va ser un ciclista alemany que va córrer durant els anys 50 i 60 del segle xx.
El 1960 va prendre part en els Jocs Olímpics d'Estiu de Roma, on guanyà la medalla de plata en la prova de tàndem del programa de ciclisme. Va fer parella amb Lothar Stäber.